# Albània al Festival de la Cançó d'Eurovisió Júnior
Albània va ser un dels països que va debutar al Festival de la Cançó d'Eurovisió Júnior en 2012.
La primera representant de la nació va ser Igzidora Gjeta l'any 2012 amb la cançó "Kam një këngë vetëm për ju", que va aconseguir una puntuació de trenta-cinc punts, acabant en dotzè lloc de dotze entrades participants. Posteriorment, el país va estar absent el 2013 i el 2014. Albània va tornar al certamen l'any 2015, quan Mishela Rapo els va representar amb la cançó "Dambaje", aconseguint noranta-tres punts i acabant en cinquè lloc dels disset països participants; aquesta segueix sent la millor puntuació del país fins ara. Posteriorment, Albània va competir cada any fins al 2020, quan va tenir la seva primera absència al concurs en sis anys després de retirar-se a causa de la pandèmia de la COVID-19. Tanmateix, el 18 d'agost de 2021, RTSH va anunciar que tornarien al concurs el 2021. El país ha participat en tots els concursos des d'aleshores.

## Participació
Llegenda
| Any                                   | Seu         | Artista        | Cançó                        | Lloc | Punts |
| ------------------------------------- | ----------- | -------------- | ---------------------------- | ---- | ----- |
| 2012                                  | Amsterdam   | Igzidora Gjeta | «Kam një këngë vetëm për ju» | 12   | 35    |
| No hi va participar entre 2013 i 2014 |             |                |                              |      |       |
| 2015                                  | Sofia       | Mishela Rapo   | «Dambaje»                    | 5    | 93    |
| 2016                                  | La Valletta | Klesta Qehaja  | «Besoj»                      | 13   | 38    |
| 2017                                  | Tbilisi     | Ana Kodra      | «Mos ma prekni pemën»        | 13   | 67    |
| 2018                                  | Minsk       | Efi Gjika      | «Barbie»                     | 17   | 44    |
| 2019                                  | Gliwice     | Isea Çili      | «Mikja Ime Fëmijëri»         | 17   | 36    |
| No hi va participar el 2020           |             |                |                              |      |       |
| 2021                                  | París       | Anna Gjebrea   | «Stand by you»               | 14   | 84    |
| 2022                                  | Erevan      | Kejtlin Gjata  | «Pakëz Diell»                | 12   | 94    |
| 2023                                  | Niça        | Viola Gjyzeli  | «Bota Ime»                   | 8    | 115   |
| 2024                                  | Madrid      | Nikol Çabeli   | «Vallëzoj»                   | 7    | 126   |
| 2025                                  | Tbilisi     | Kroni Pula     | «Fruta Perime»               |      |       |